# 辛梅利亞高地

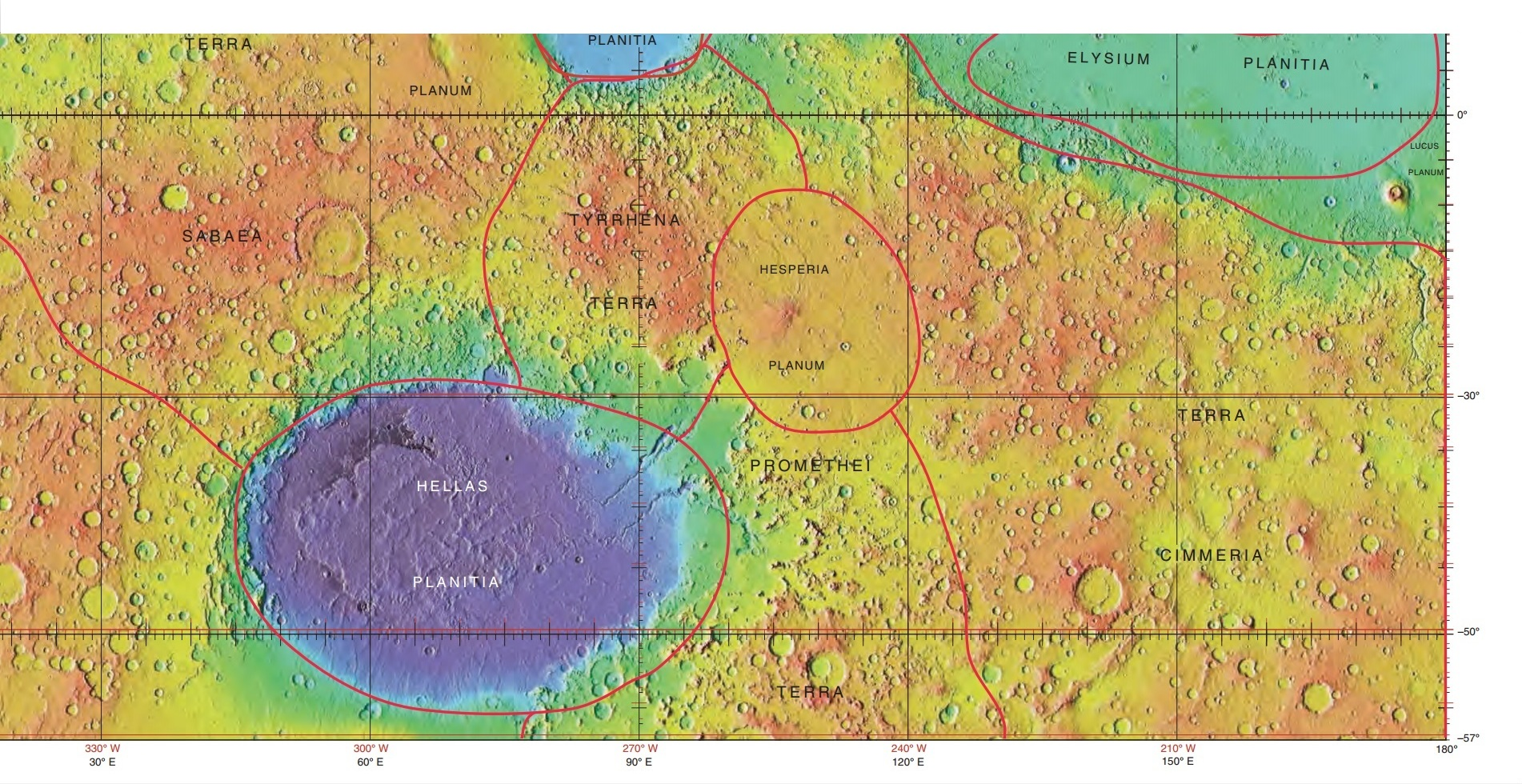
火星轨道器激光高度计显示的辛梅利亚高地边界及周边区域地图。

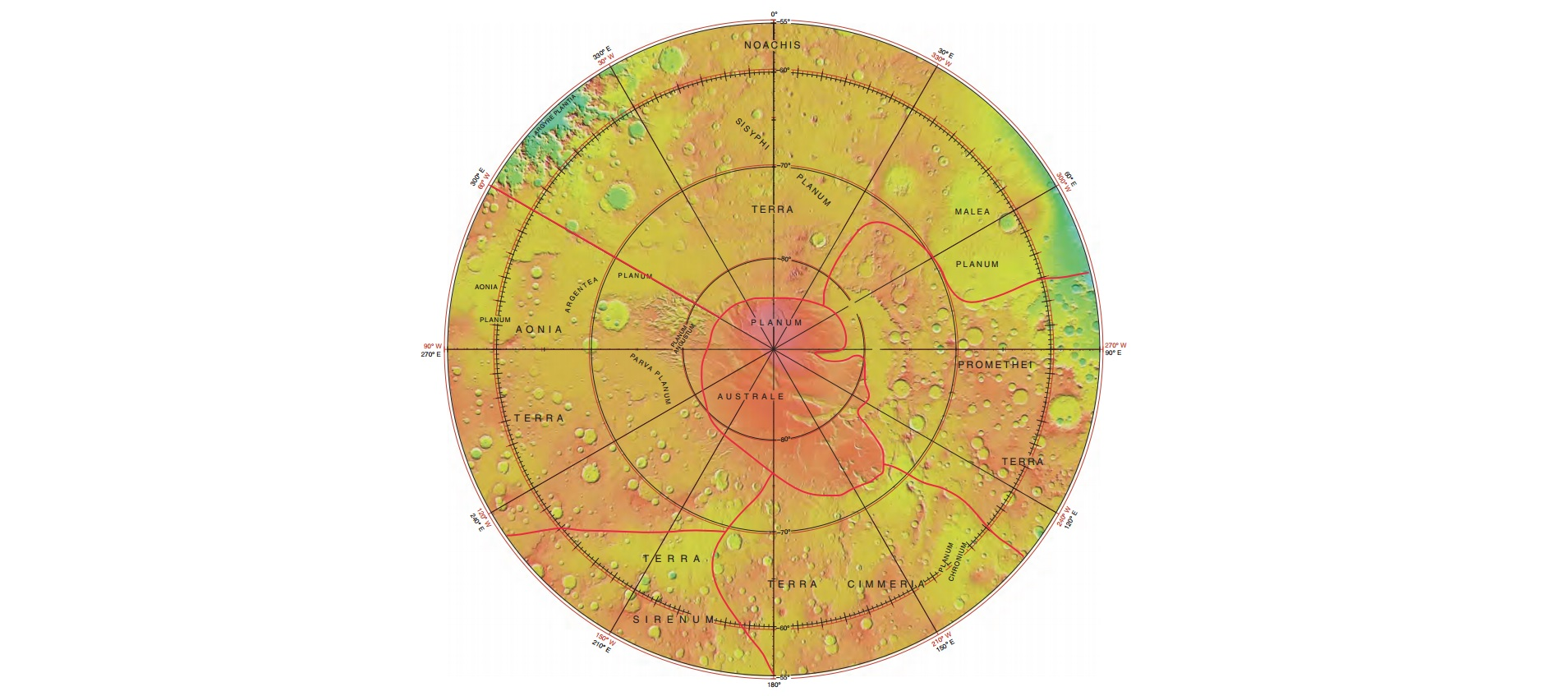
显示了南极附近辛梅利亚高地边界及其它地区的火星轨道器激光高度计地图。

辛梅利亚高地（Terra Cimmeria）是火星埃里达尼亚区一处辽阔的区域，它北接埃律西昂平原、南临南极高原、西侧与赫斯珀里亚高原和普罗米修高地接壤、东面则邻近塞壬高地，其中心位置坐标为34°42′S 145°00′E / 34.7°S 145°E，范围涵盖北纬15度到南纬75度，西经170度到260度的大片地区，最大跨度达5400公里（3400英里）。辛梅利亚高地也是火星南部高地上陨石撞击严重的地区之一，勇气号探测车就着陆在该地区附近。
辛梅里安（Cimmerium）一词来自古色雷斯航海族，意思为云雾笼罩的陆地。
2012年3月下旬，美国宇航局的火星轨道飞行器如2001火星奥德赛号航天器上的热辐射成像系统设备和火星勘测轨道飞行器上的火星彩色成像仪在该地区上空观测到了可能为凝结云的现象。

## 火星冲沟
辛梅利亚高地是火星上冲沟密布的地区，这些冲沟可能是由最近的流水所形成，它们出现在陡坡上，尤其是在陨石坑的坑壁上。人们认为冲沟相对年轻，上面几乎未见有撞击坑。
此外，沙丘上也分布有冲沟，而沙丘本身则被认为相当年轻。通常，每条冲沟都有壁凹、流道和扇形冲积堆。一些研究发现，冲沟出现在面向所有方向的斜坡上，其他研究发现，朝向极地的斜坡上出现的冲沟数量更多，尤其在南纬30-44度。
虽然已提出了很多想法来解释它们，但最被认可的是来自含水层的液态水，即古冰川底部的融化，或气候变暖时的地下融冰。
有三种存在证据支持的理论，其一是大多数冲沟的沟头壁凹都处于同一水平面上，确如所预料的含水层一样。各种测量和计算表明，在沟壑开始的通常深度，含水层中可能存在液态水。该模型的一种变化是，上升的炽热岩浆可能融化了地下冰，导致水在含水层中流动。含水层可能由多孔砂岩构成，能让水在里面流动的地层，一般位于阻止水往下渗漏的不透水层上方。由于含水层中的水无法向下流淌，受堵的水流只能沿水平方向流动。最终，当含水层到达一条裂缝处-如坑壁时，水就会流出到地表，由此产生的水流会侵蚀岩壁，形成冲沟。含水层在地球上很常见。犹他州锡安国家公园的“哭泣石”就是一则很好的示例。
而下一种理论认为，火星大部分地表都被一层平坦厚实的冰尘混合物覆盖，这层富冰的覆盖物厚约数码表面平整，但在某些地方有类似篮球表面的凹凸纹理。该覆盖层可能像冰川一样，在某些条件下，混合其中的水冰可能会融化并冲下斜坡，形成冲沟。由于这种覆盖层上几乎没有陨坑，因而，被认为相对年轻。下图是高分辨率成像科学设备显示的托勒密撞击坑边缘，极好地展示了这一覆盖层。富冰的覆盖层可能是气候变化的结果，火星轨道及自转轴倾角的变化会导致从极地到相当于德克萨斯州纬度的水冰分布发生重大变化。在某些气候阶段，水蒸气离开极地冰进入大气层，并在低纬度区形成与大量尘埃混合的霜冻或雪粒回落到地面。火星大气层中含有大量的细小尘埃微粒，水蒸气会凝结在这种颗粒上，随后因水膜的额外重量落回到地面。当火星处于最大倾斜或倾角时，夏季冰盖上最多2厘米（0.79英寸）的冰可能会被蒸发，并沉积在中纬度地区。这种水循环可能会持续数千年，形成厚达10米（33英尺）的积雪层。当覆盖层顶部的冰又升华到大气中时，会留下一层尘埃，从而将剩余的冰尘封在下方。对冲沟高度和坡度的测量支持了积雪或冰川与冲沟相关的观点。越陡的斜坡越背阴，积雪也越易保存下来。而海拔越高，冲沟则越少，因为冰在海拔更高的稀薄空气中更容易升华。
第三种理论也是有可能的，因为气候变化可能足以让地下冰融化，从而形成冲沟。在气候变暖期间，最初数米厚的地面可能会融化并产生类似于干燥寒冷的格陵兰东海岸的“泥石流”。由于冲沟出现在陡坡上，因此，只需土壤颗粒的抗剪强度略微降低就会开始下滑，而地下融冰中的少量液态水就足以产生这种润滑作用。计算表明，即使在当前条件下，火星每年的50天里，每天都会产生三分之一毫米的径流。

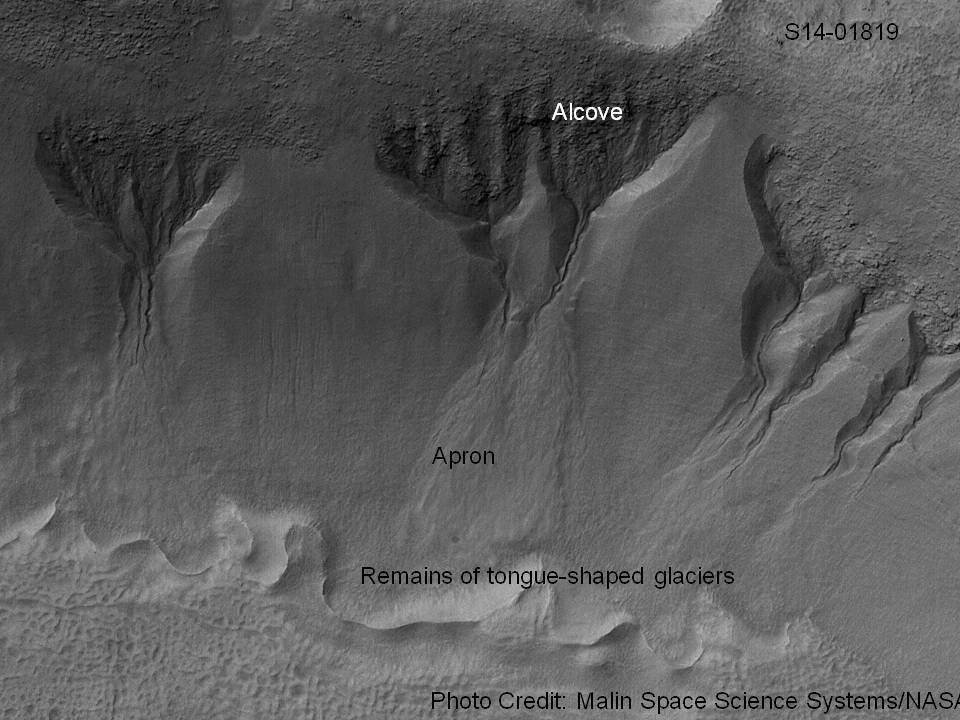
牛顿撞击坑附近的冲沟群(41°18′17″S 192°53′24″E / 41.3047°S 192.89°E) (火星全球探勘者号)。
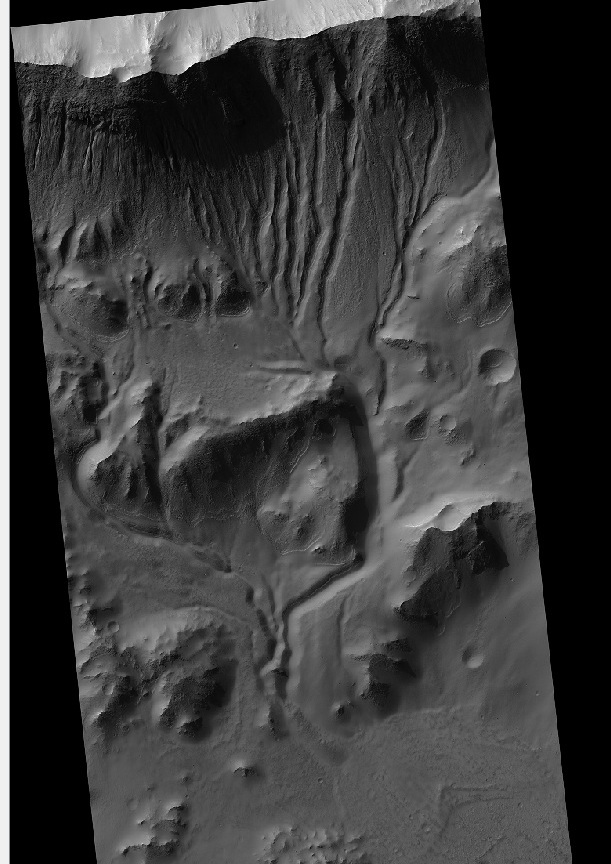
冲沟(高分辨率成像科学设备)。
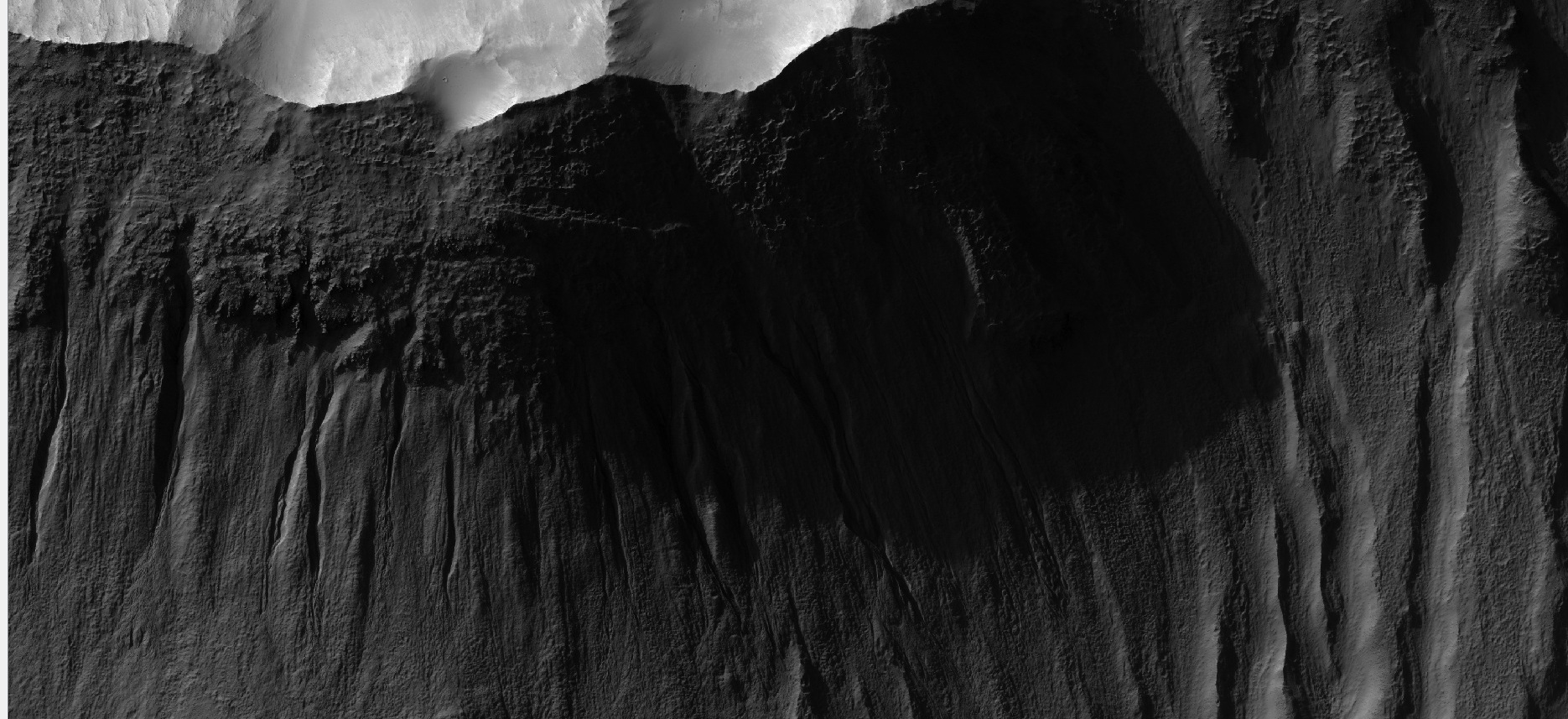
冲沟-特写(高分辨率成像科学设备)。
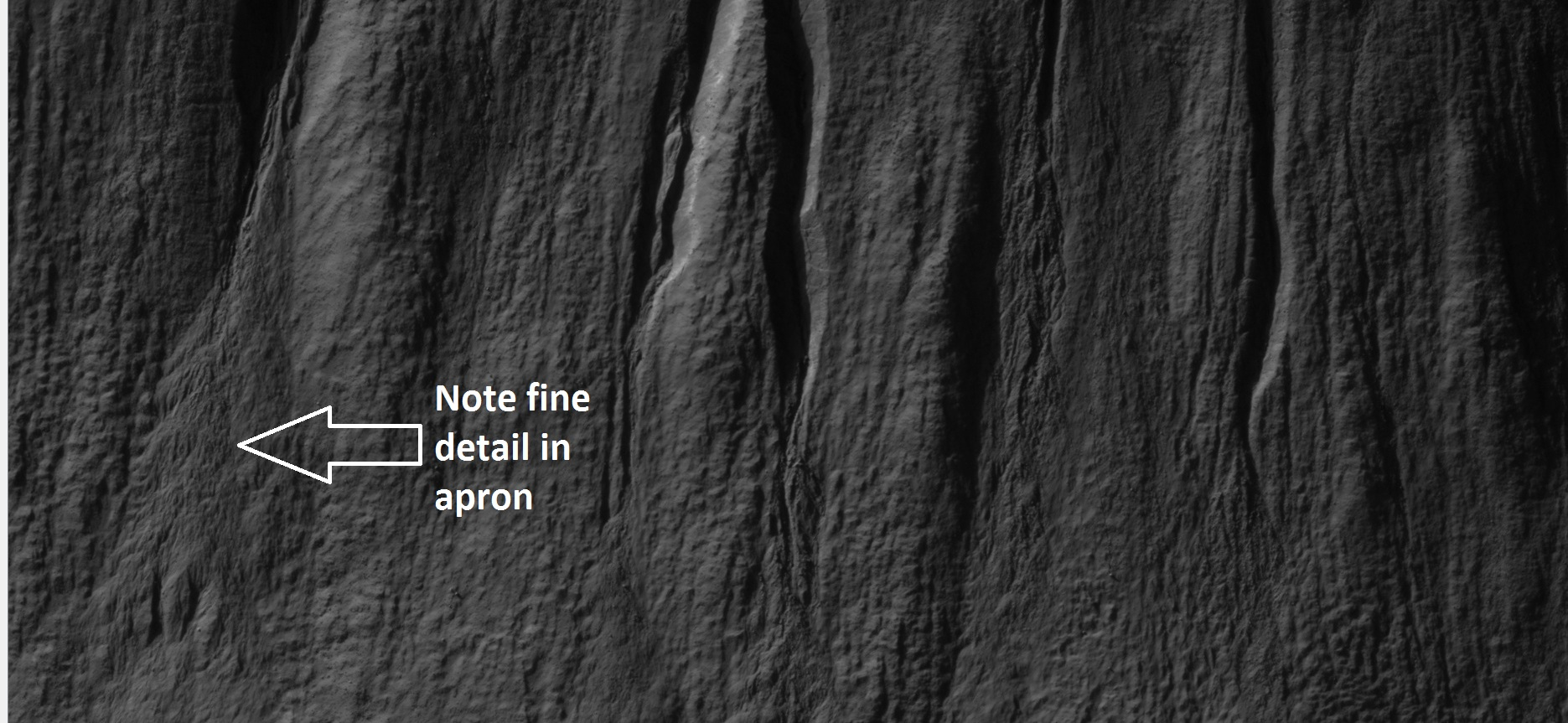
冲沟冲积堆-特写(高分辨率成像科学设备)。
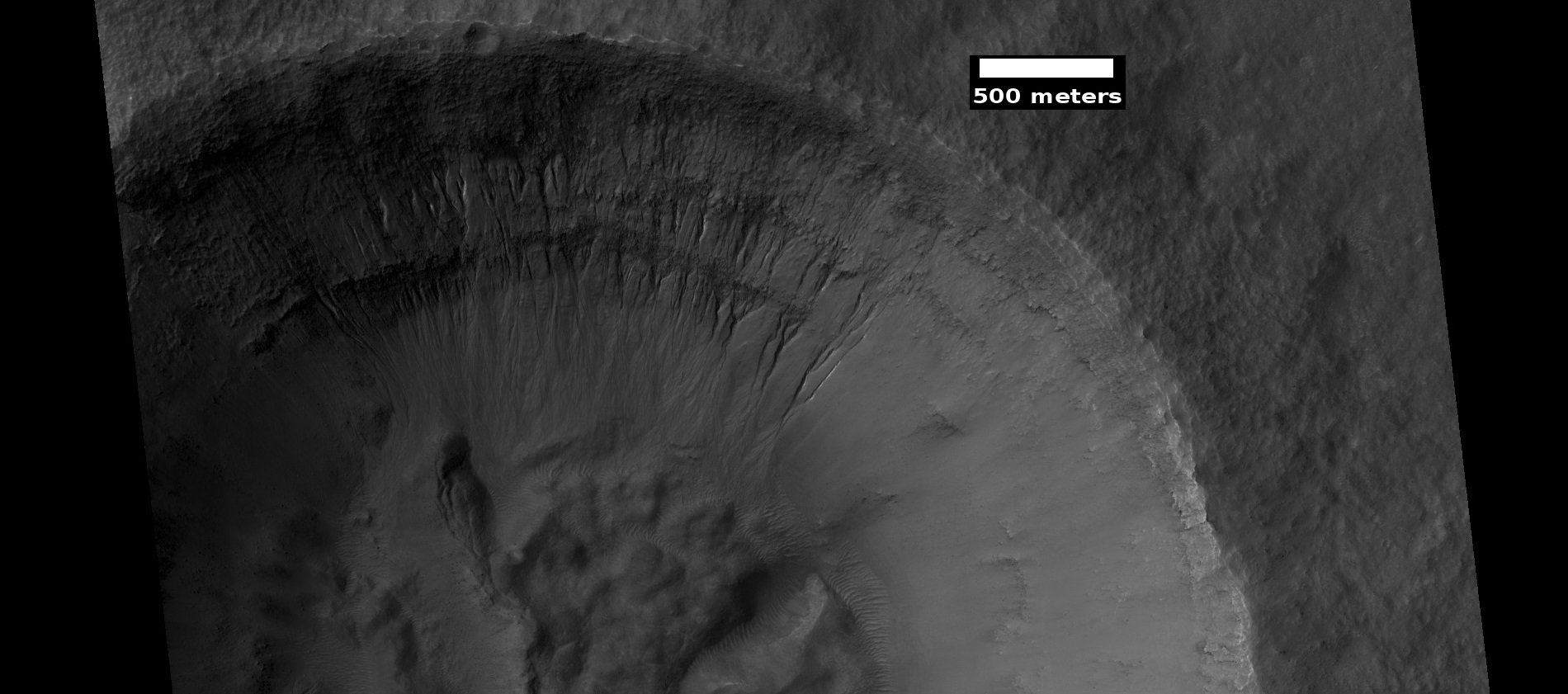
HiWish计划下高分辨率成像科学设备显示的陨坑中两道不同高度的冲沟。

## 磁性带与板块构造

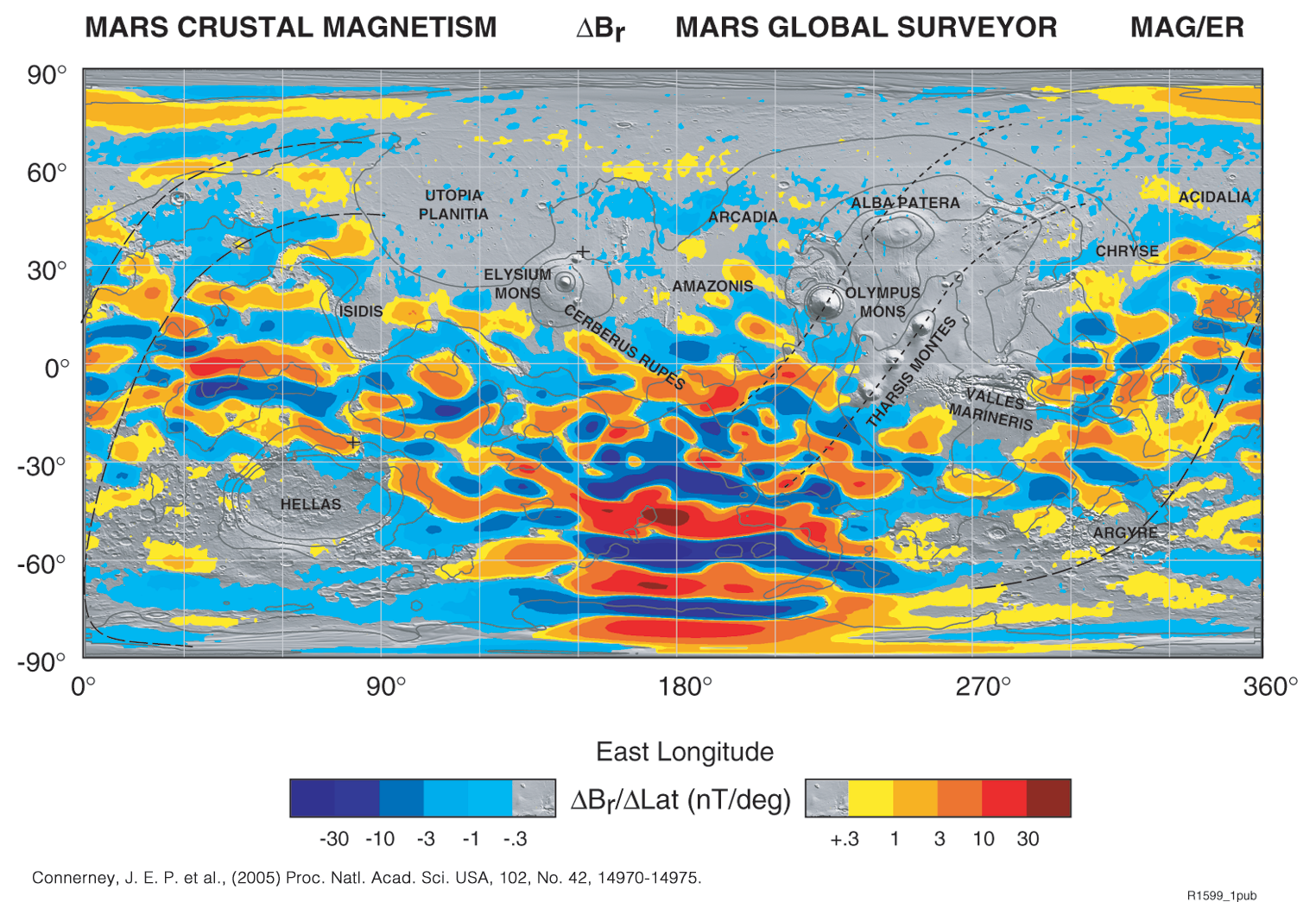
火星全球探勘者号在辛梅利亚高地和塞壬高地区测量到的火星古地磁。

火星全球探勘者号在火星地壳中发现了磁性地带，尤其是在法厄同区和埃里达尼亚区（辛梅利亚和塞壬高地）。火星全球探勘者号上的磁强计发现了100公里（62英里）宽，大致平行的磁化地壳带，最长可达2000公里（1200英里）。这些条纹极性交错，其中一条磁性带的北磁极从表面向上，而另一条的北极则向下。当20世纪60年代在地球上发现类似磁性带时，它们被视为是板块构造的证据。研究人员认为，火星上的这些磁性带是早期短暂板块构造活动的证据。当岩石凝固时，它们保留了当时的磁性。行星磁场被认为是由地表下的流体运动引起的。初始数据是火星全球探勘者号在接近该行星时的气阻减速过程中获得的。然而，其后二年在海拔400公里（250英里）处收集的测量结果表明，这些磁性特征甚至与地表已知特征相匹配。但是，地球上的磁性带和火星上的有些不同。火星上的磁性带更宽，磁性也更强，似乎没有从中地壳伸展带向外延展。由于包含磁性带的区域约有40亿年的历史，人们认为，全球磁场在火星地质史中可能只持续了最初的数亿年，当时行星内核的铁水温度可能高到足以将其混合成一台磁力发动机。像希腊平原这样的大型撞击盆地附近则没有磁场。撞击的冲击可能已经消除了岩石中的残余磁性。因此，撞击后，地核中早期流体运动产生的磁性就已消失了。
当含有磁性物质如赤铁矿（Fe2O3）的熔融岩石在磁场环境中冷却凝固时，它就会被磁化并呈现背景磁场的极性。只有当岩石随后被加热到特定温度（铁的居里点为摄氏770度）以上时，这种磁性才会消失。岩石中保留的磁性是岩石凝固时记录的磁场磁性。

## 冰川
火星上的许多地貌被认为是覆盖着一层薄岩屑的冰川，这一覆盖层阻止了冰的融化。下面的图片显示了其中的一些特征有关它们的详细介绍，可在《火星冰川》一文中找到。

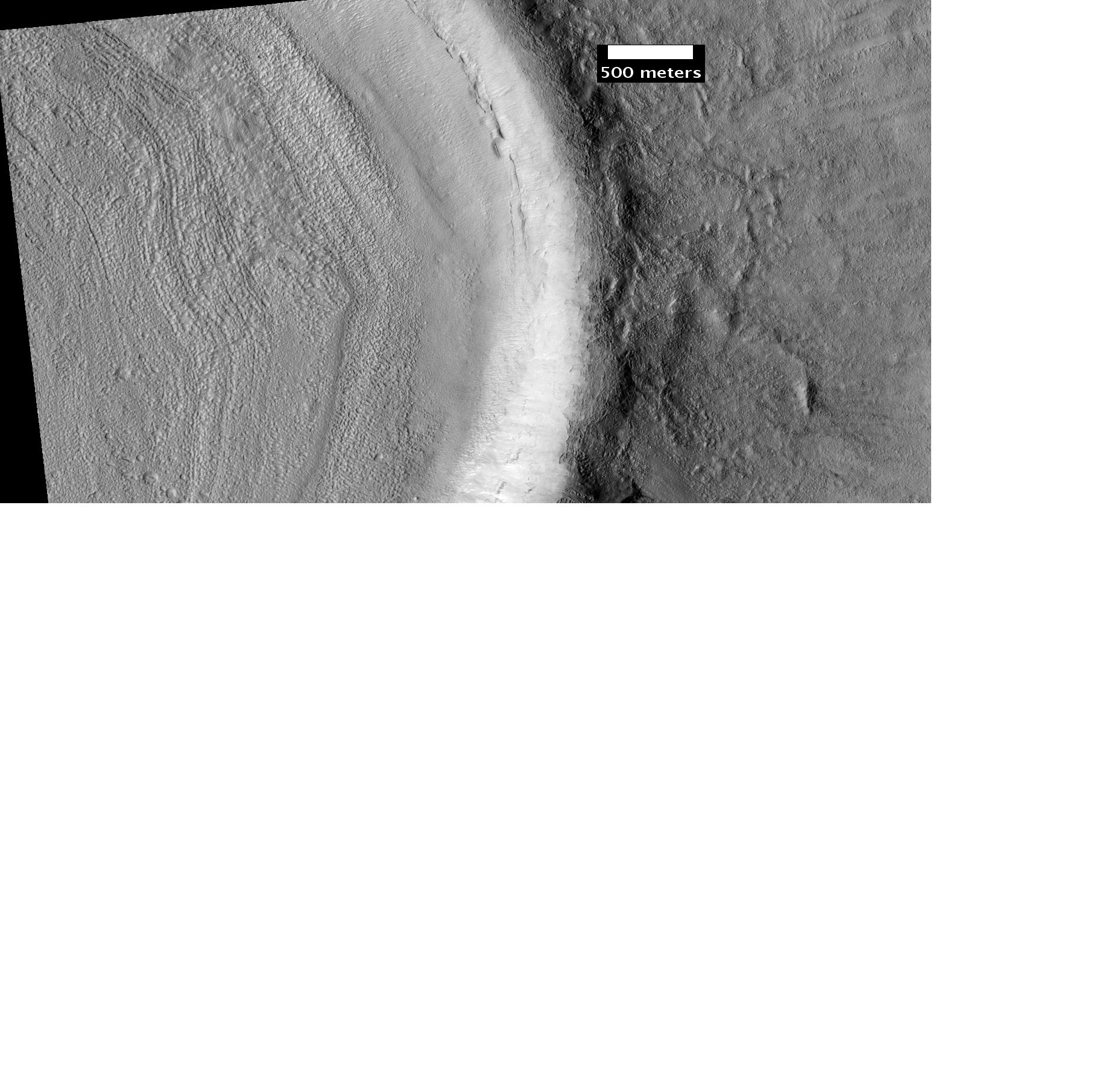
HiWish计划下高分辨率成像科学设备显示的陨石坑地表，粗糙的表面是由离开地面的冰形成的，坑内聚积了大量覆盖着岩石和泥土的冰。
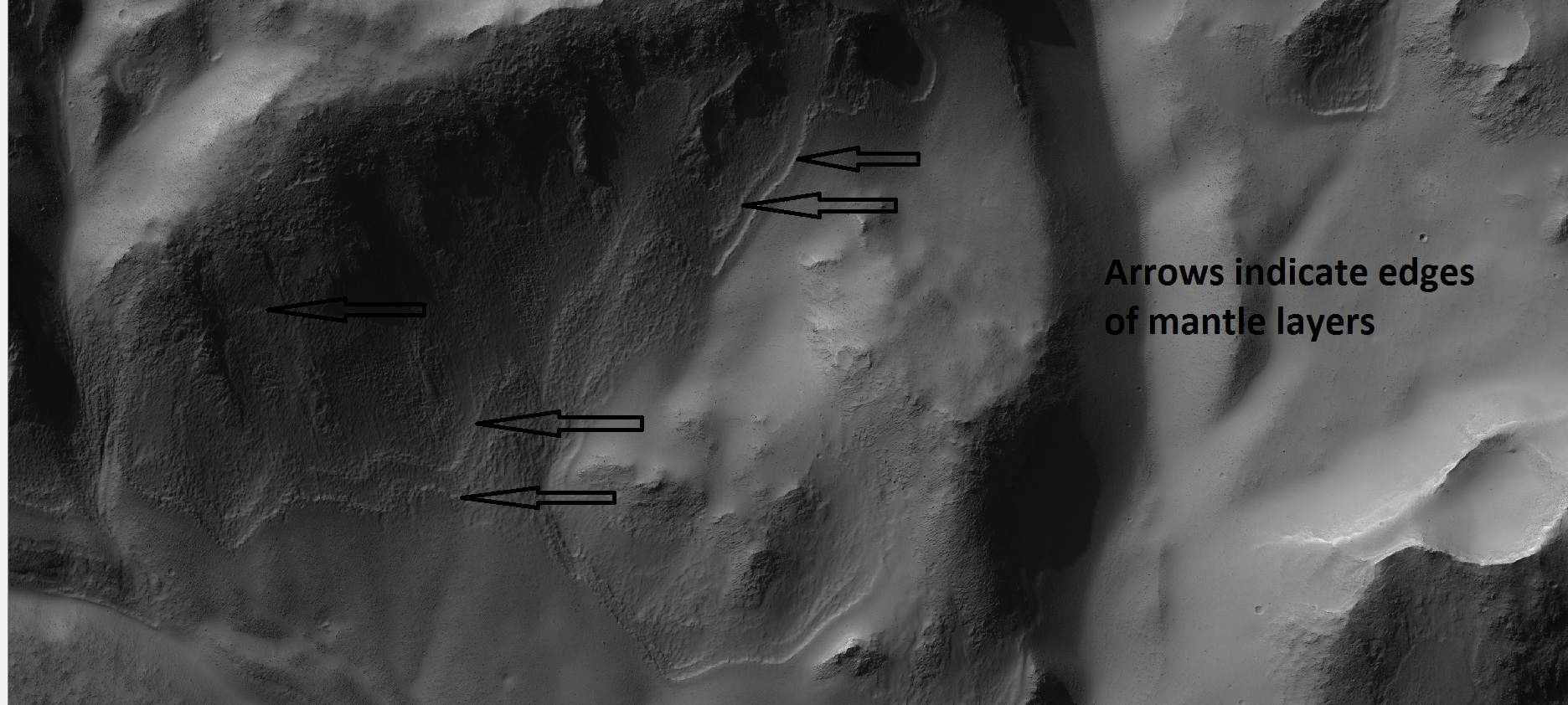
HiWish计划下高分辨率成像科学设备显示的覆盖层。覆盖层富含水冰，为某些气候条件下从空中飘落。多层覆盖层的存在表明它们来自不同的时期。
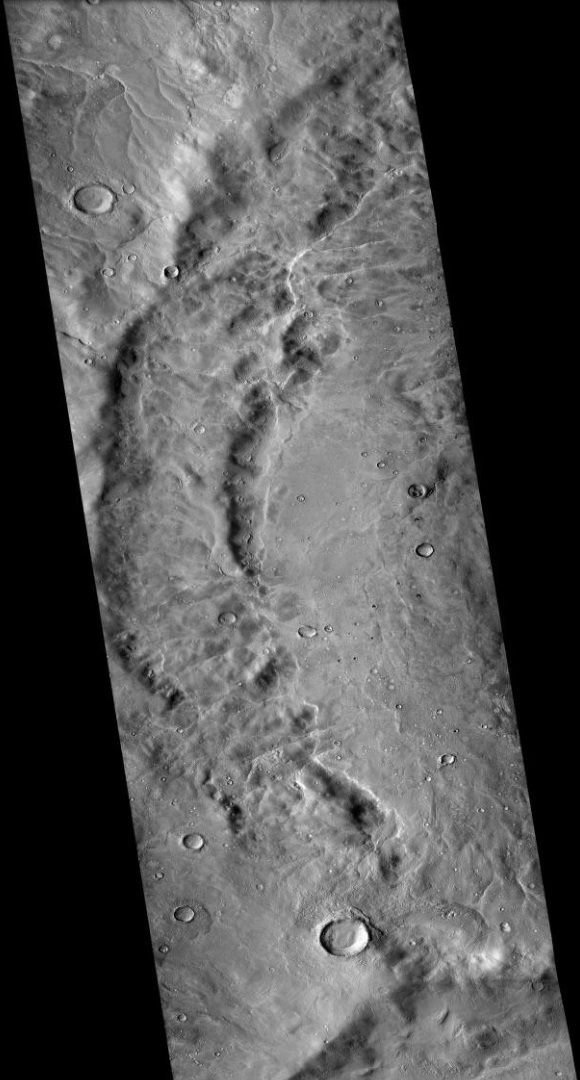
火星勘测轨道飞行器背景相机拍摄的阿雷纽斯撞击坑。
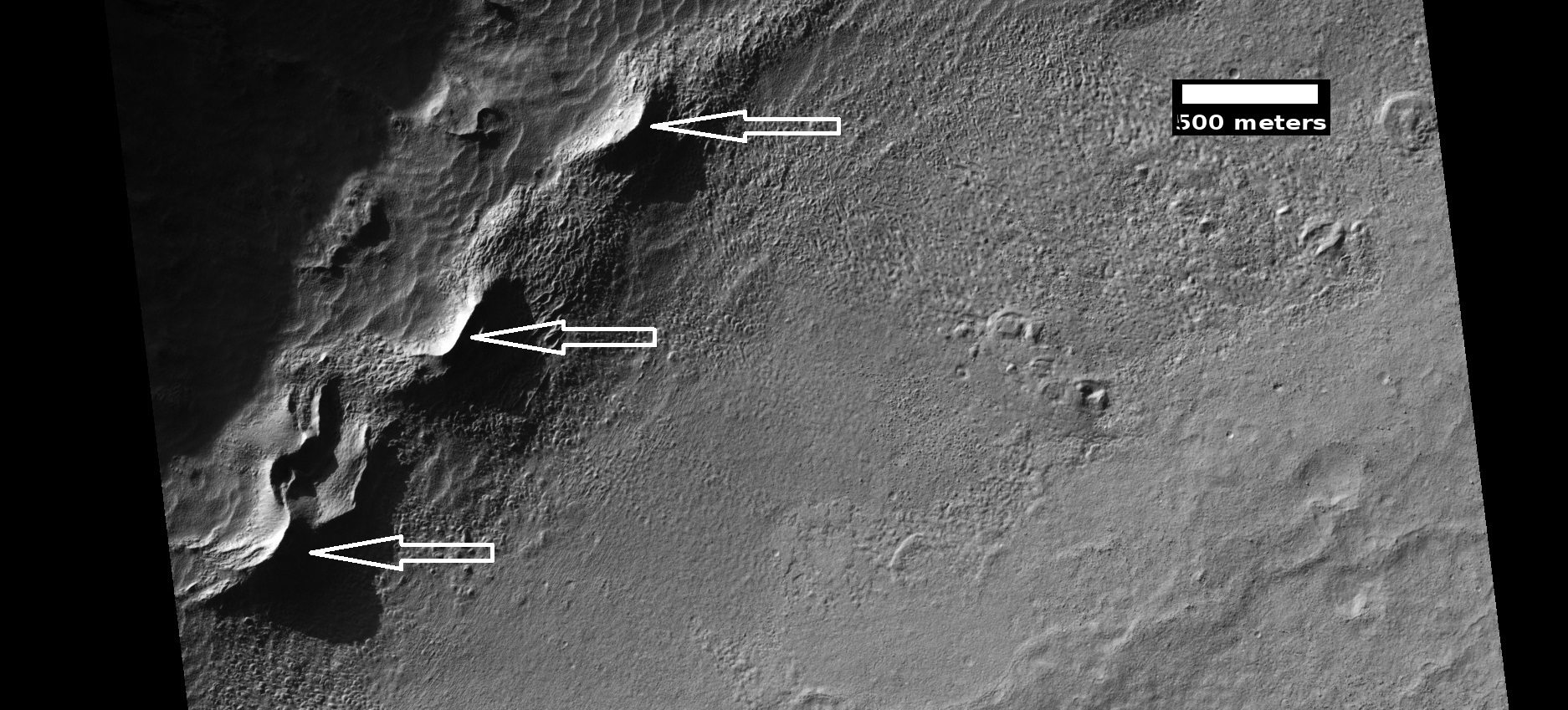
HiWish计划下高分辨率成像科学设备显示的阿雷纽斯撞击坑内的冰川特征，箭头指示了古冰川。
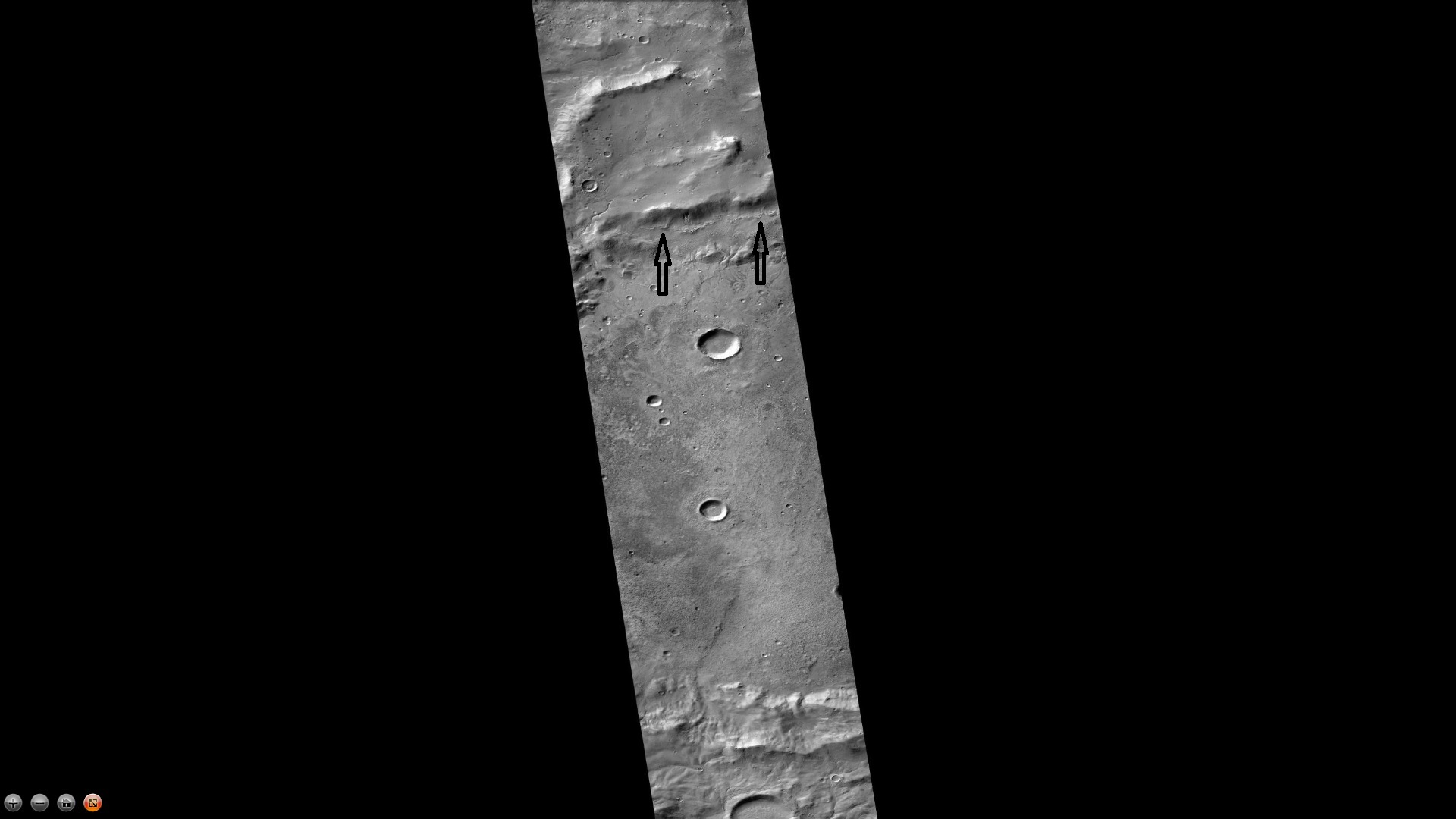
火星勘测轨道飞行器背景相机拍摄的克鲁尔斯撞击坑，箭头指示了古冰川。
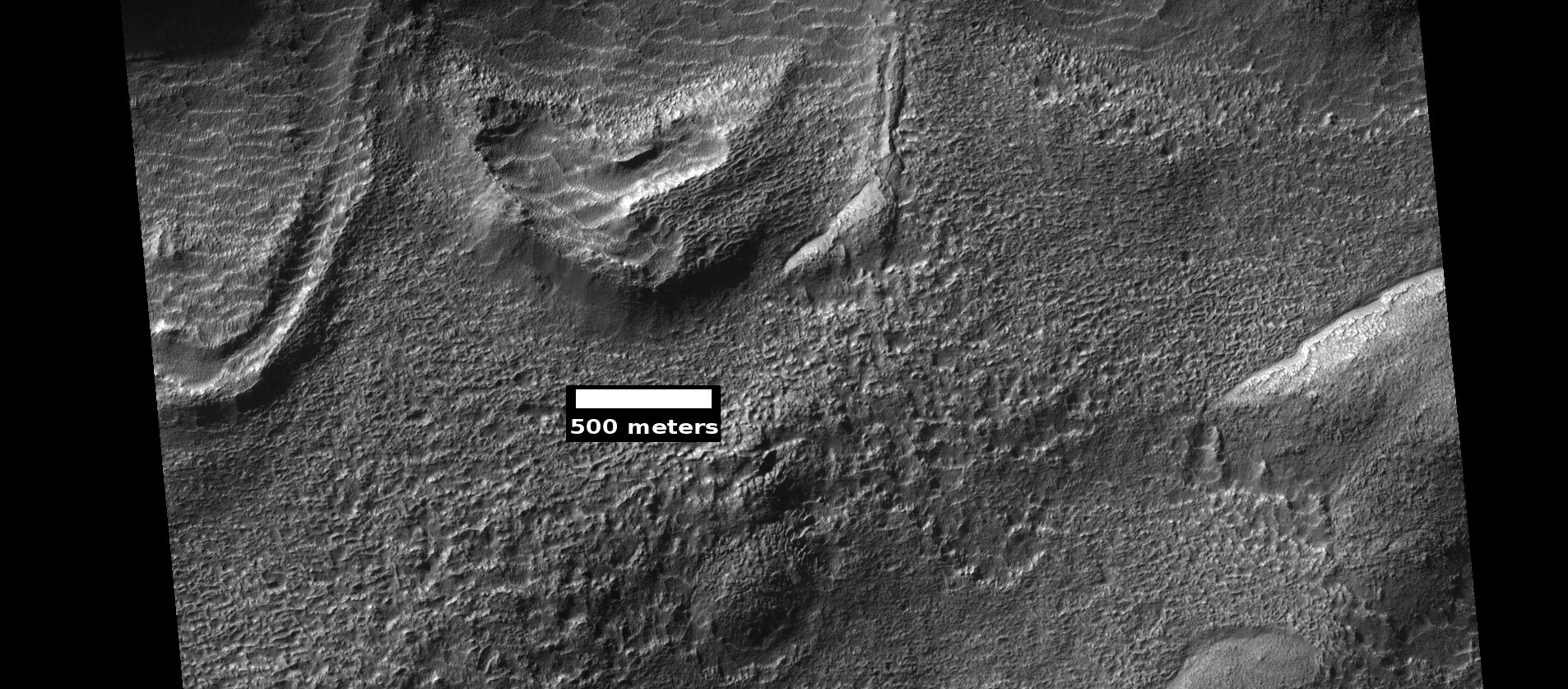
HiWish计划下高分辨率成像科学设备显示的克鲁尔斯撞击坑内的冰川特征。

## 沙丘
当风向稳定且有充足的沙粒时，则就构成了形成新月沙丘的完美条件。 通常，新月沙丘的迎风侧斜坡较为平缓，背风侧坡则更为陡峭，并在两侧形成近似对称的两个尖角或凹口，整座沙丘似乎随风移动。观察火星上的沙丘可告诉我们风力及风向。如果定期拍摄照片，就可会看到沙丘的变化或沙丘表面的涟漪。在火星上，沙丘通常呈深色，因为它们是由常见的火山玄武岩构成。在干燥环境中，玄武岩中的深色矿物质，如橄榄石和辉石，不会像在地球上那样分解。虽然很少见，但在夏威夷也发现了一些黑色的沙粒，那里还有许多喷出玄武岩的火山。新月沙丘是一条俄语术语，因为这种沙丘首先出现在突厥斯坦的沙漠地区。火星上的一些风是在春季加热两极干冰时所产生，此时，固态二氧化碳（干冰）直接升华或变成气体，被高速刮走。每一火星年，大气中30%的二氧化碳会结冰并覆盖正在经历冬季的极地，因此存在巨大强风的可能。

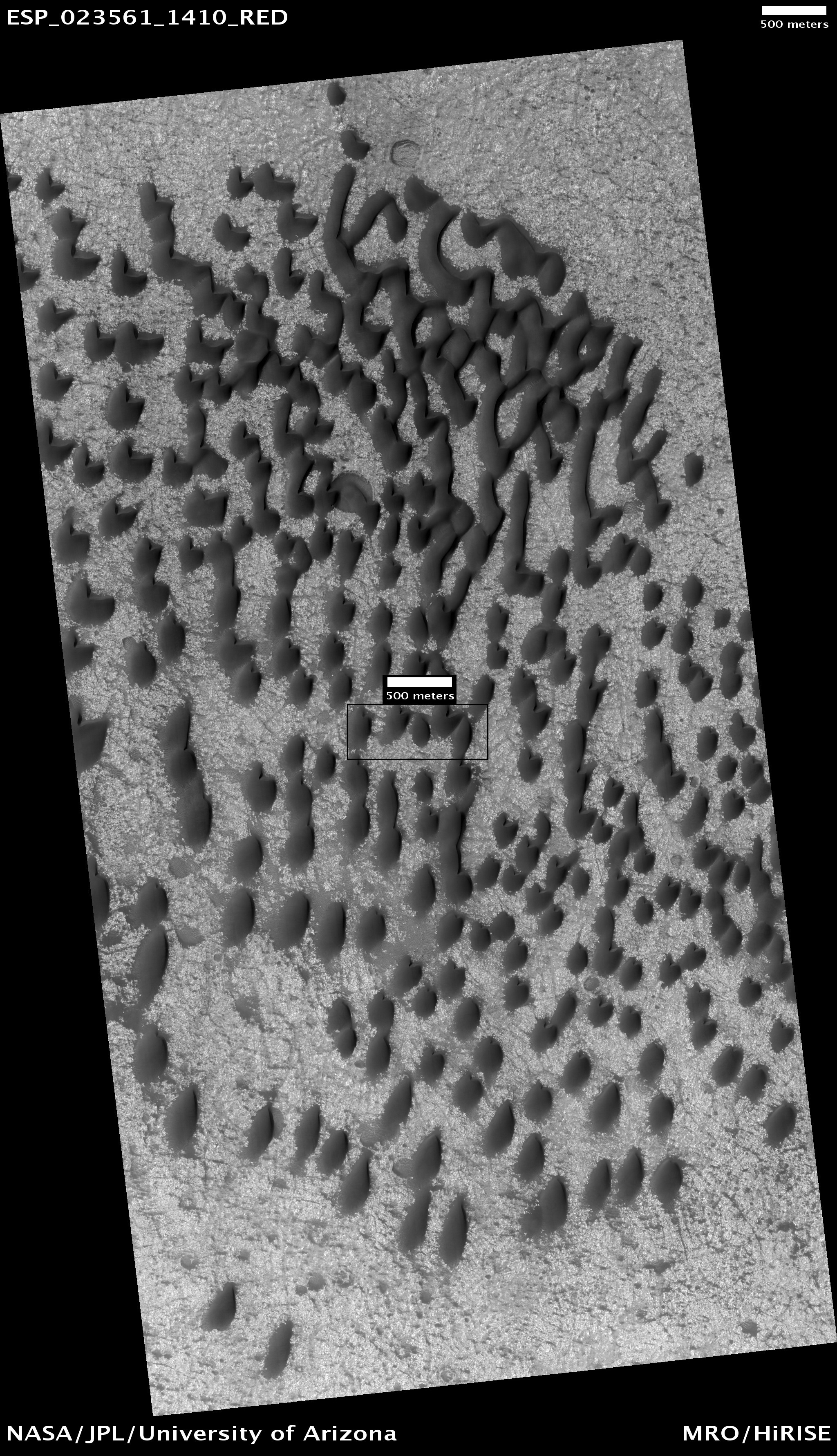
HiWish计划下高分辨率成像科学设备显示的黑色沙丘。黑色沙丘由玄武质火成岩构成，照片中央的黑框显示了在下一幅图像中放大的区域。比例尺长500米。
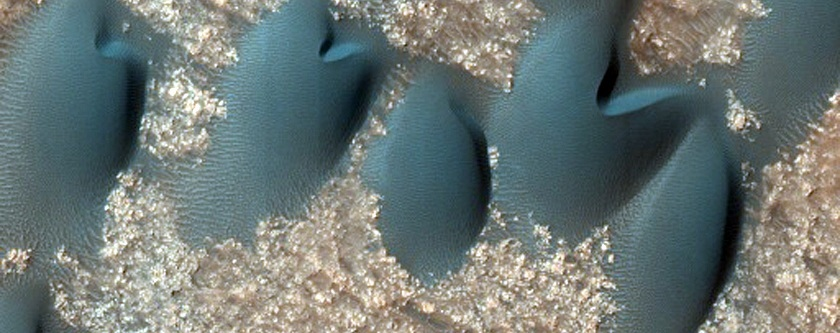
HiWish计划下高分辨率成像科学设备显示的黑色沙丘特写。该图像最长尺寸略大于1公里，图中的区域如上图所示。
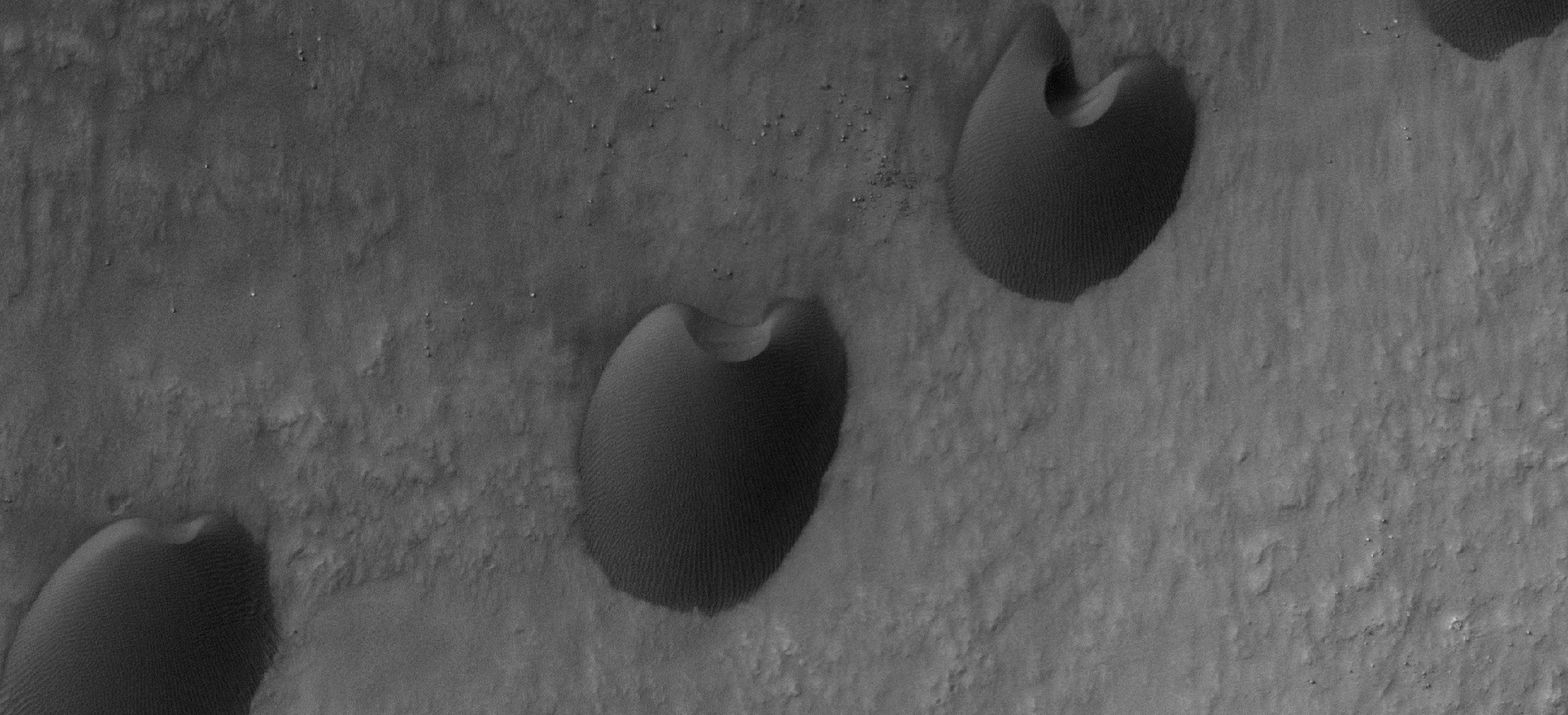
HiWish计划下高分辨率成像科学设备显示的埃里达尼亚区沙丘。
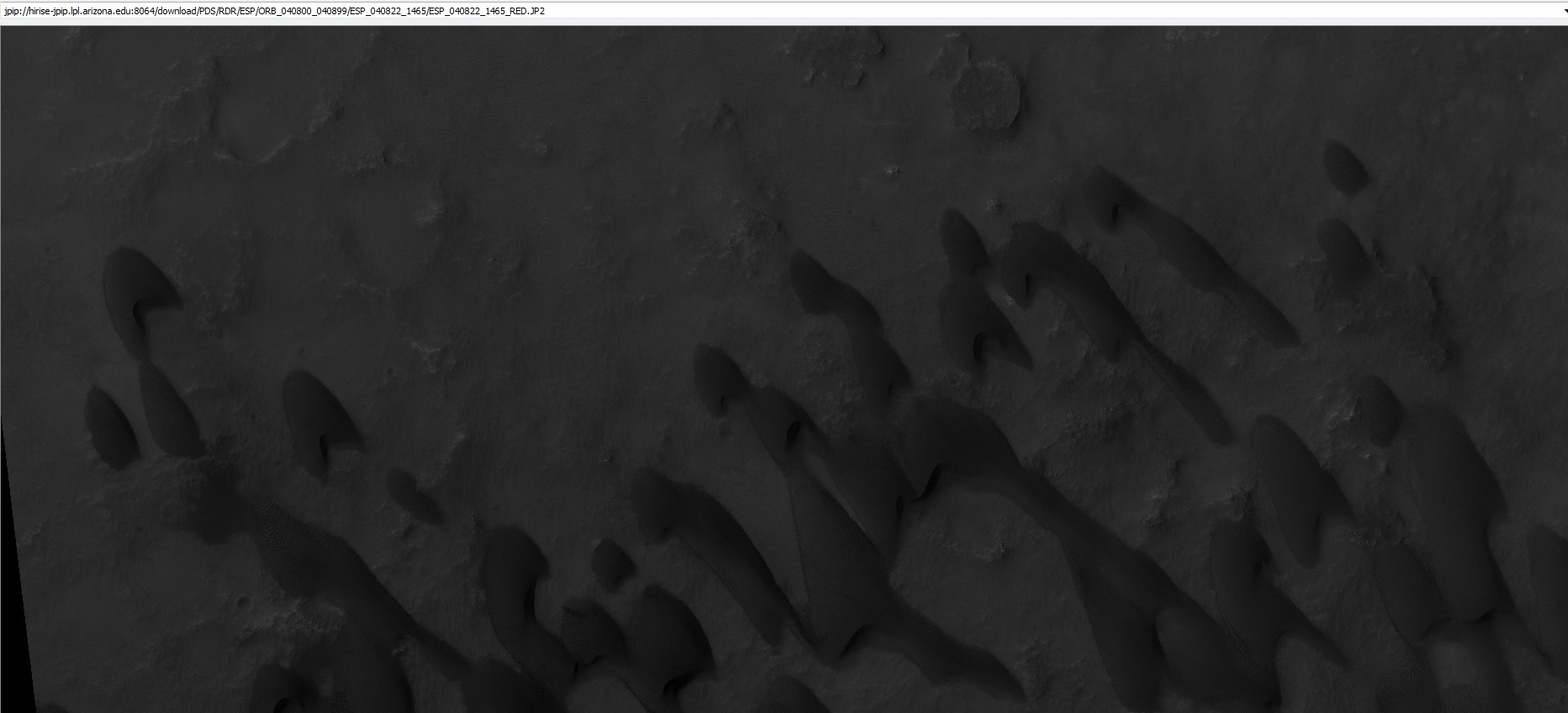
HiWish计划下高分辨率成像科学设备显示的陨石坑底的沙丘。

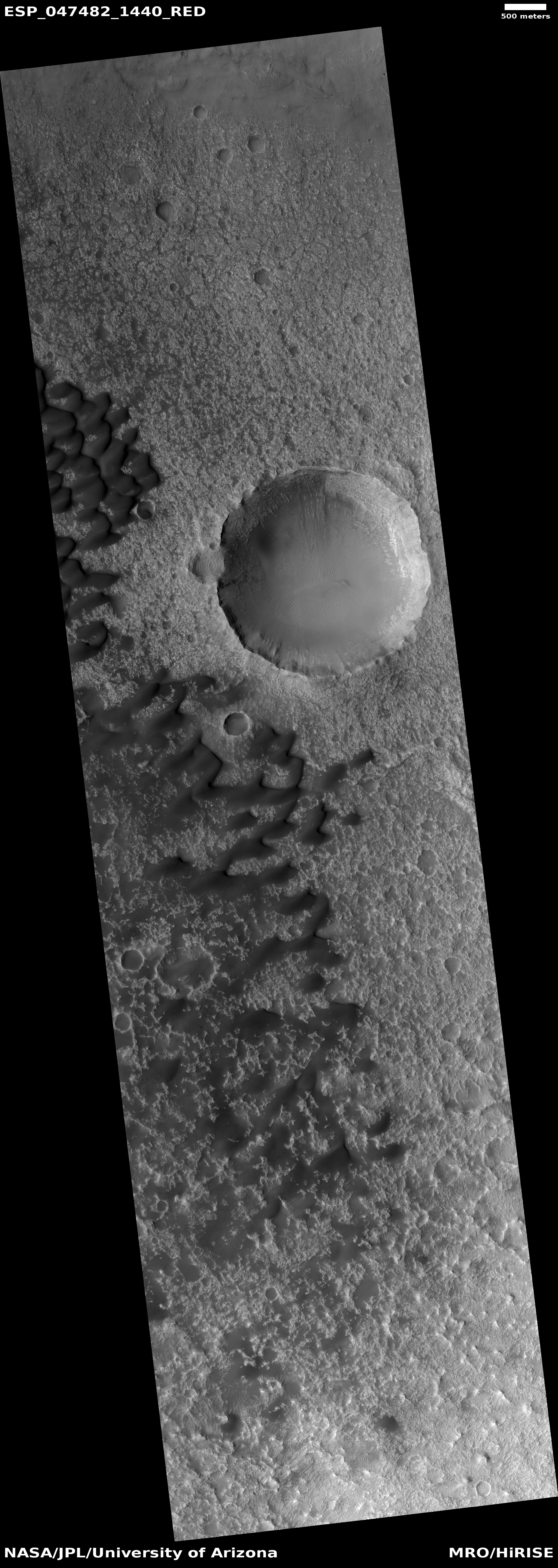
HiWish计划下高分辨率成像科学设备显示的陨坑附近的沙丘广角图
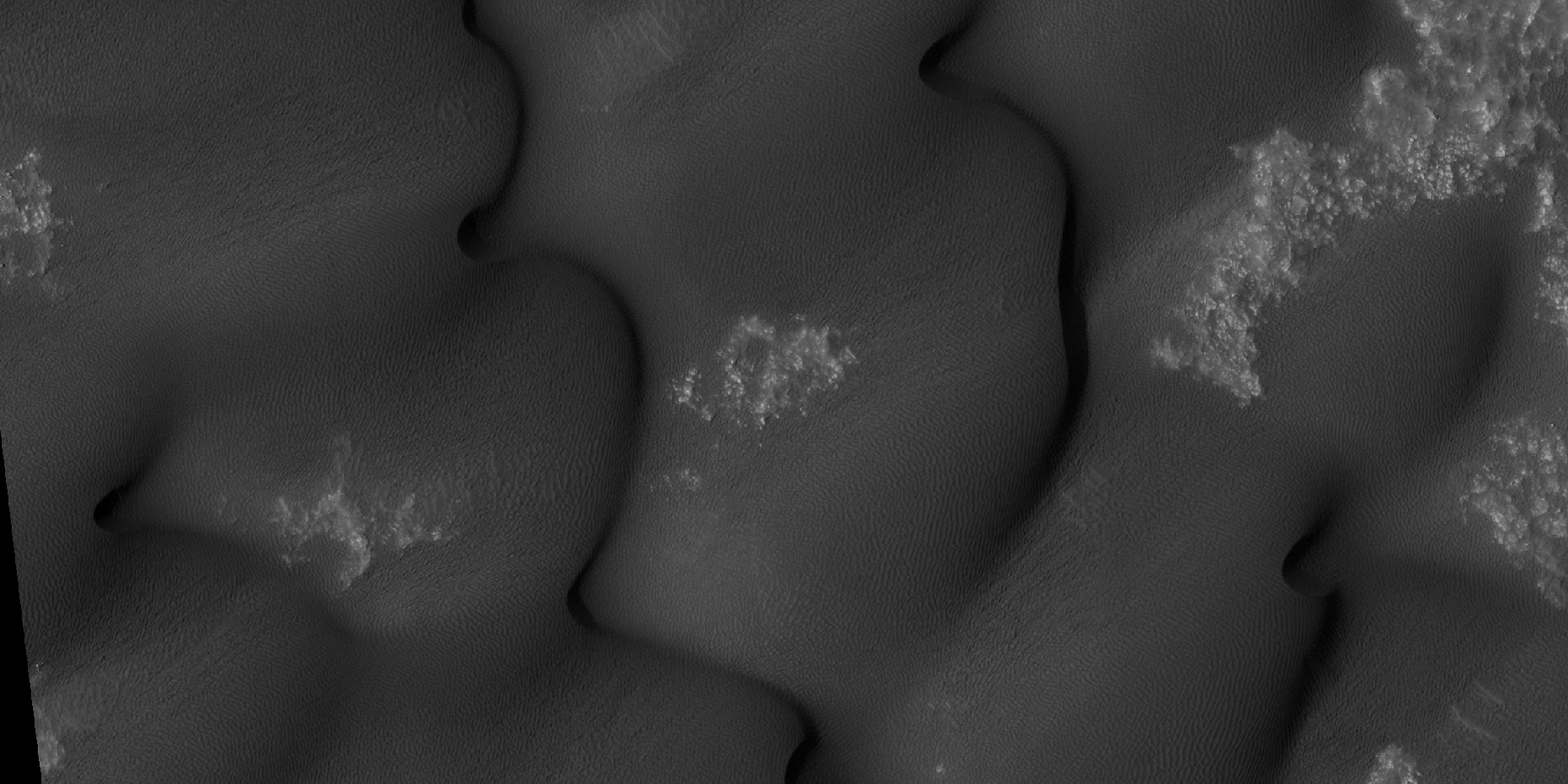
HiWish计划下高分辨率成像科学设备显示的沙丘近景
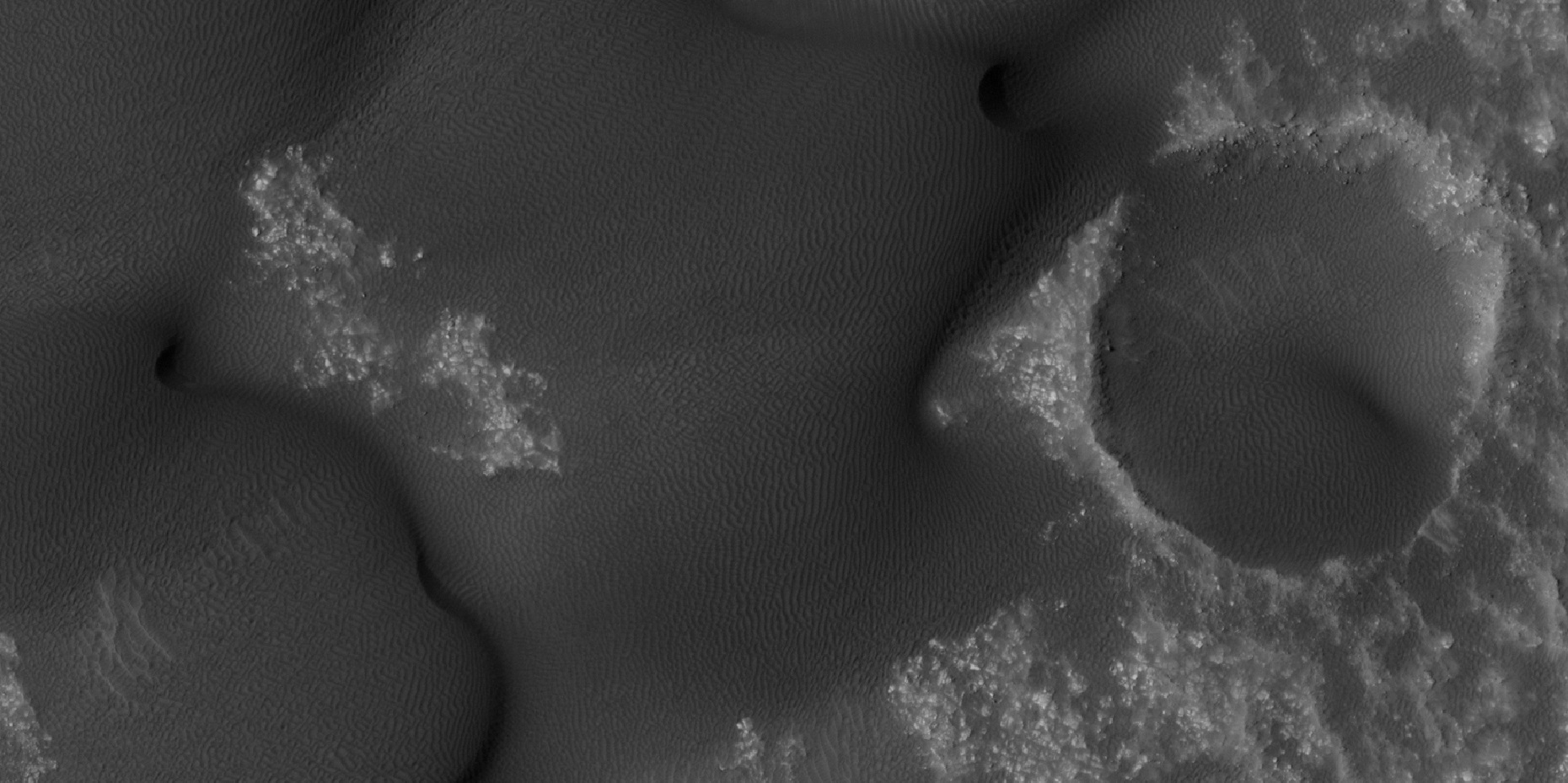
HiWish计划下高分辨率成像科学设备显示的沙丘近景
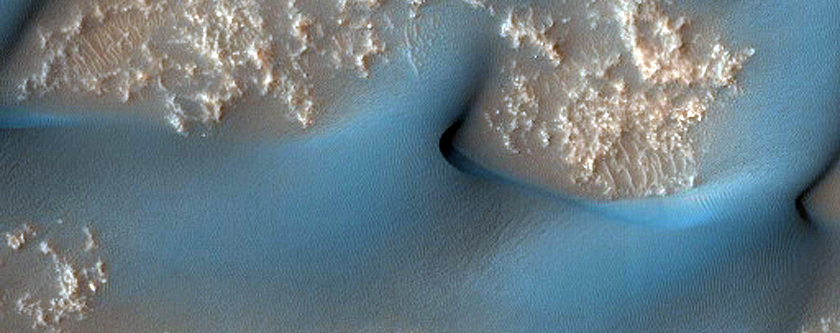
HiWish计划下高分辨率成像科学设备显示的沙丘彩色近景

## 图集

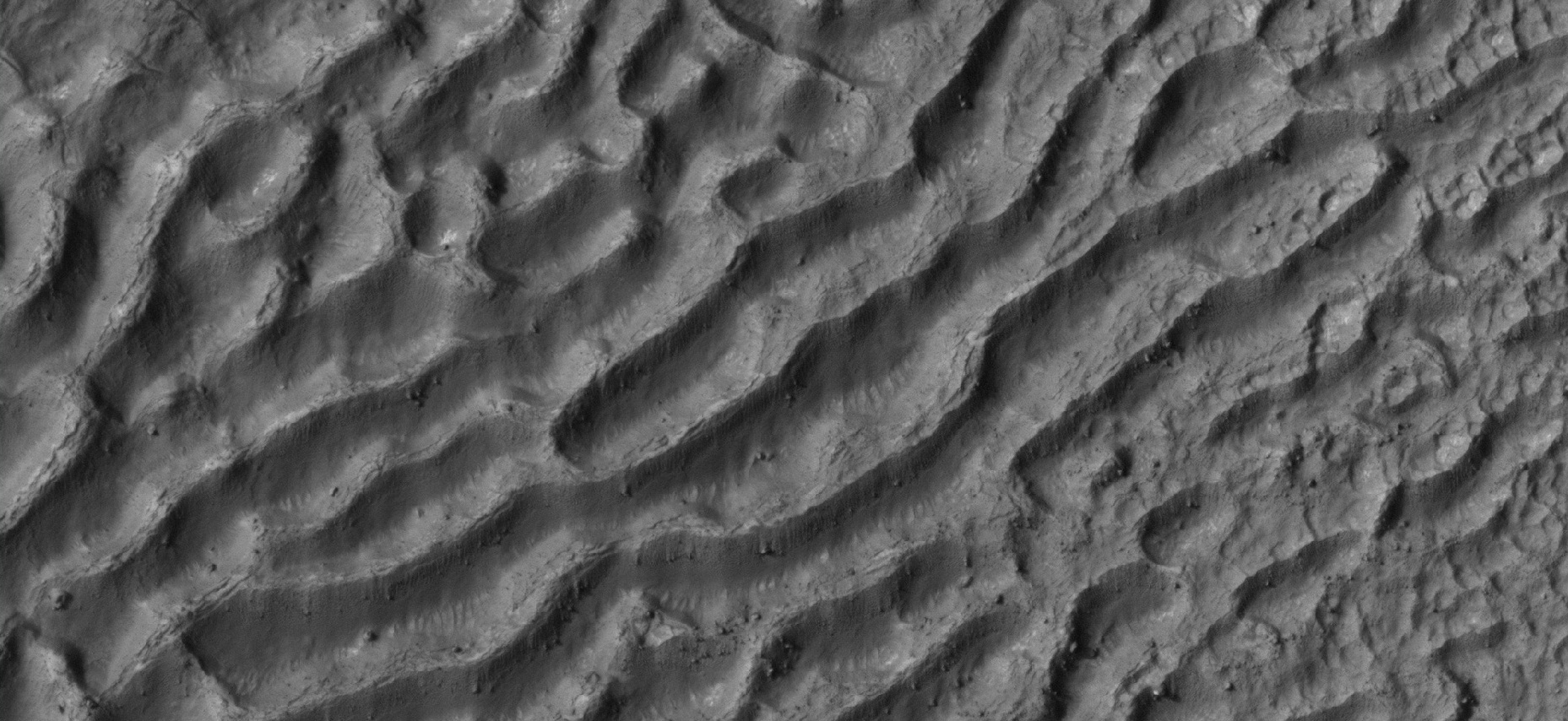
HiWish计划下高分辨率成像科学设备显示陨石坑内地表。
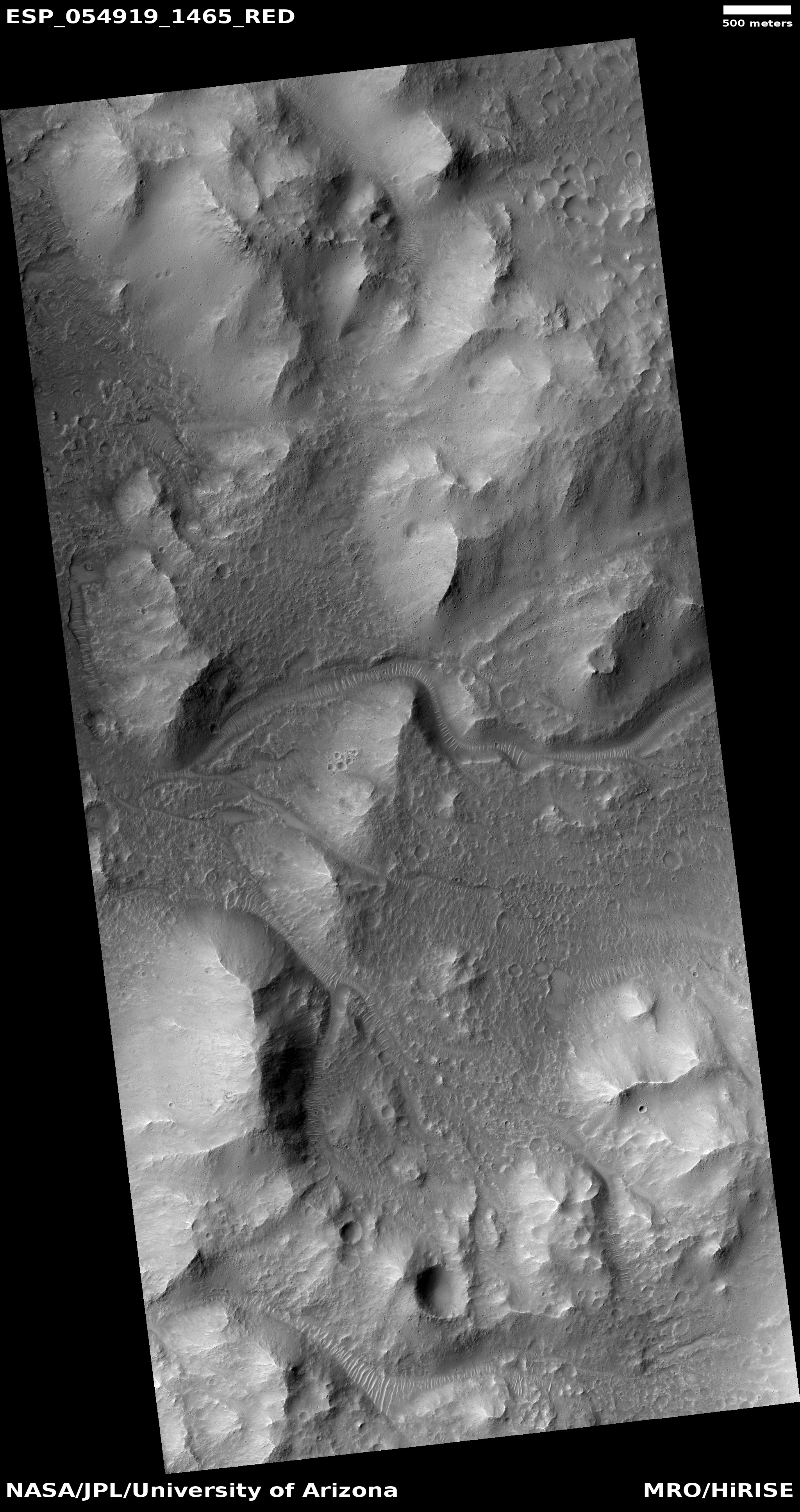
HiWish计划下高分辨率成像科学设备显示流道
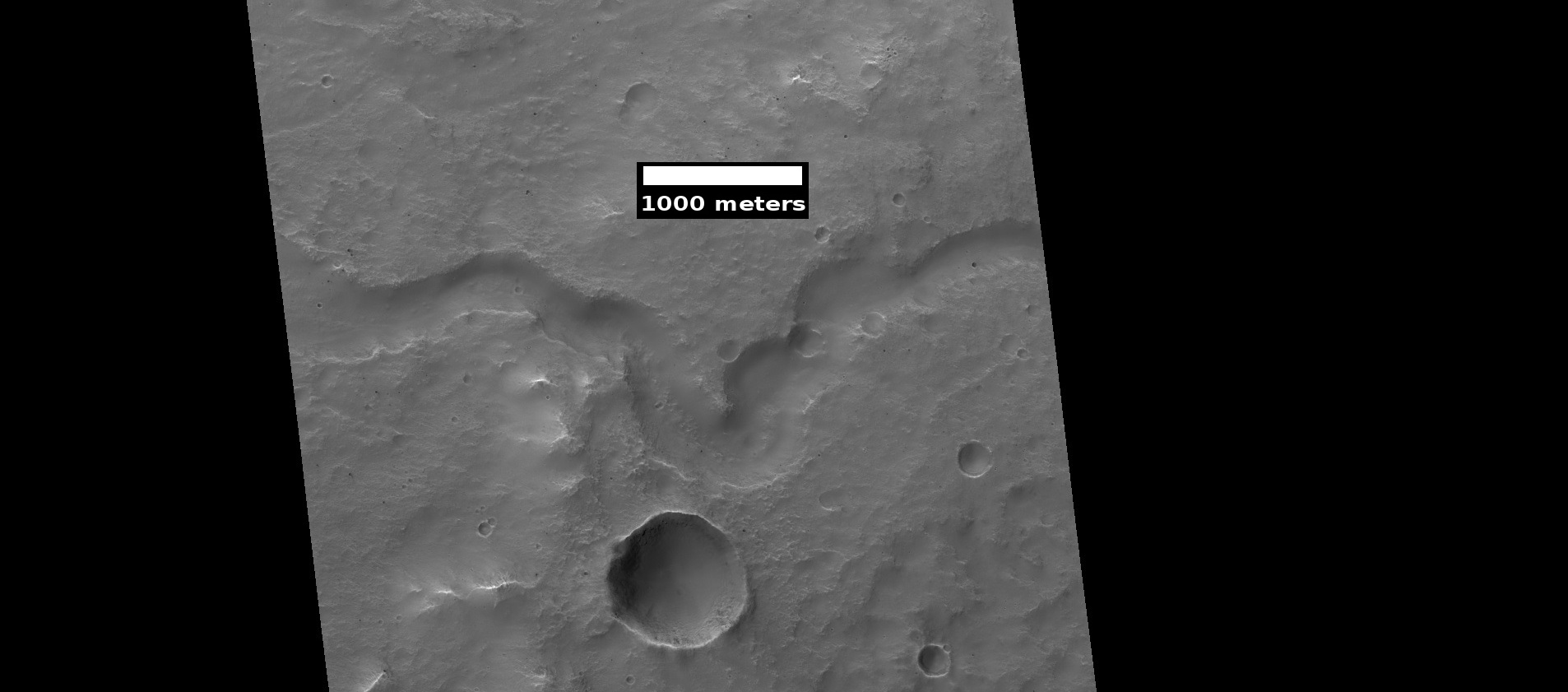
HiWish计划下高分辨率成像科学设备显示的坑底流道。
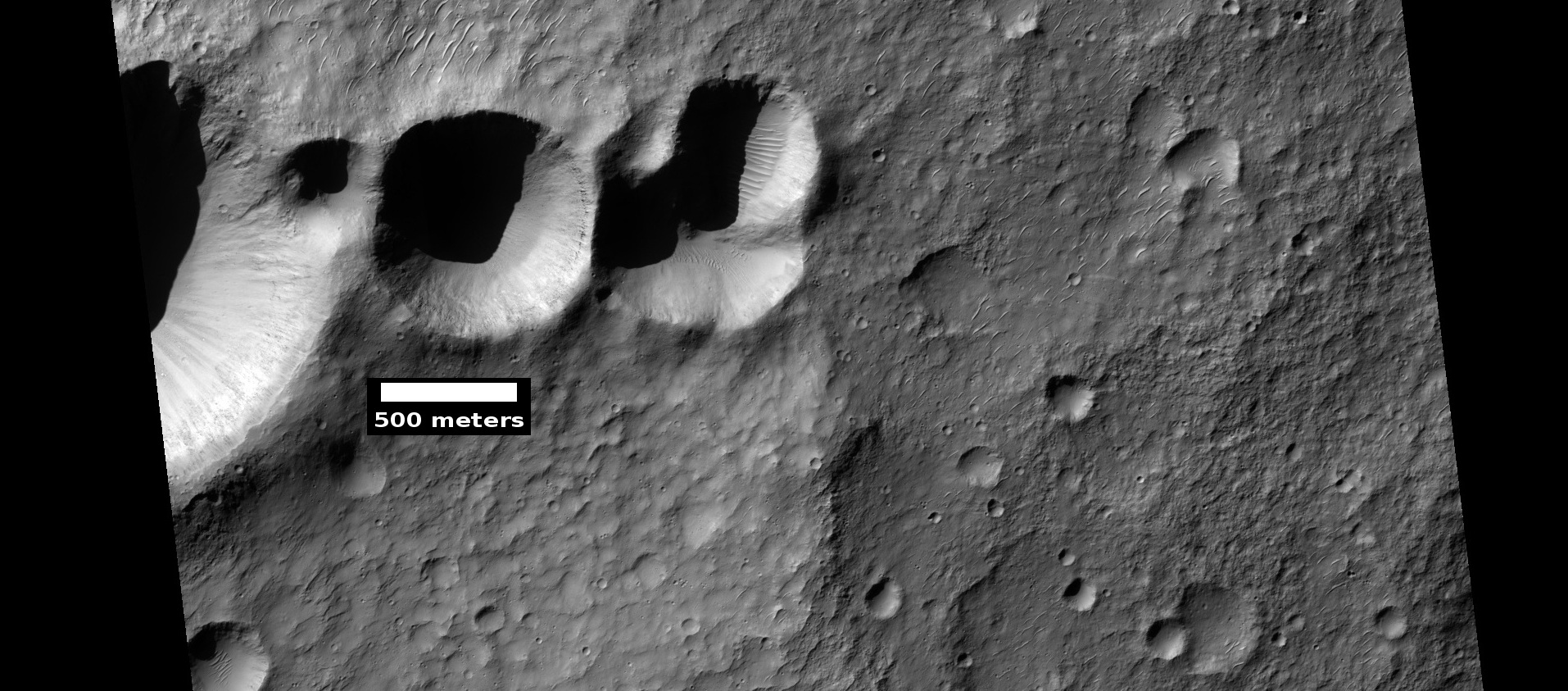
可能是由碎裂小天体造成的一组陨石坑。
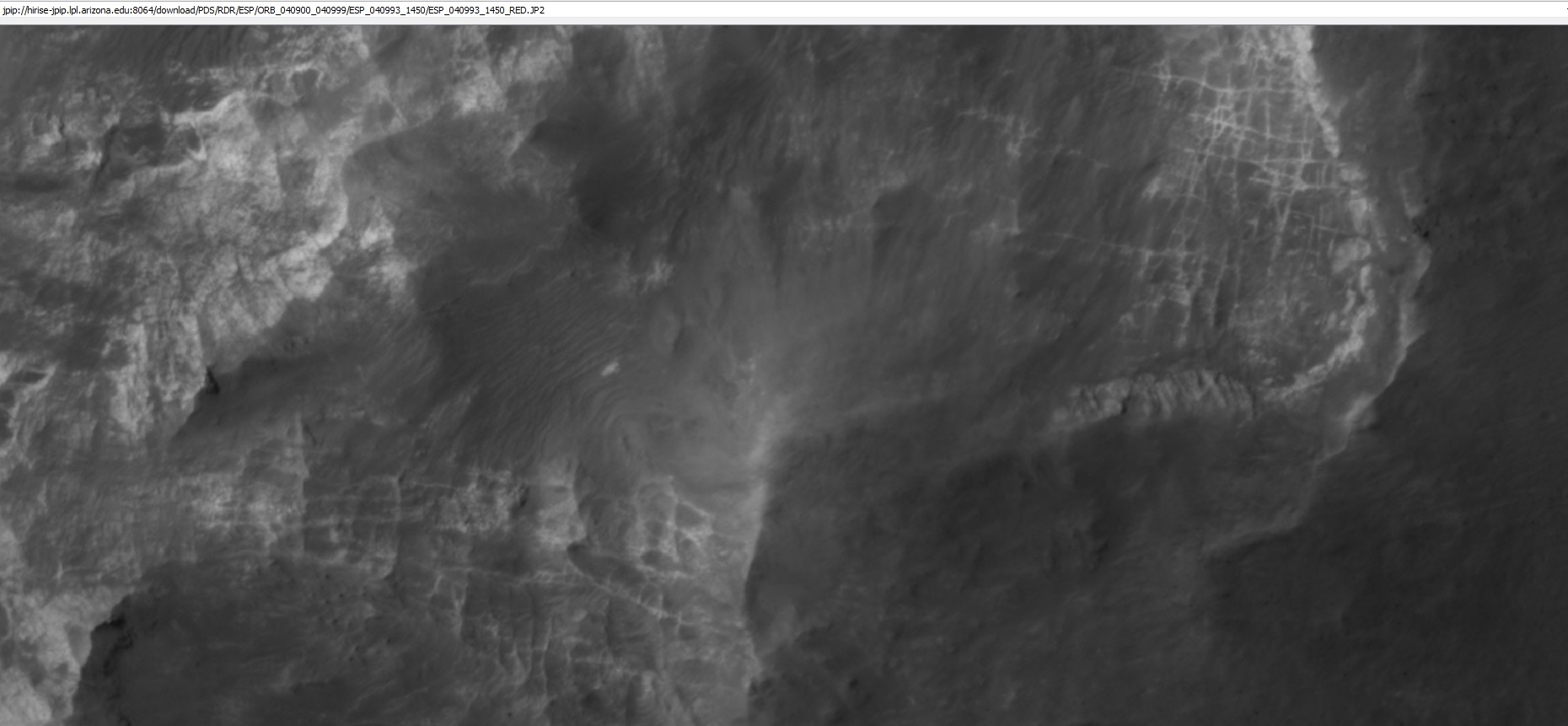
HiWish计划下高分辨率成像科学设备显示的从幽暗地层下露出的山脊。
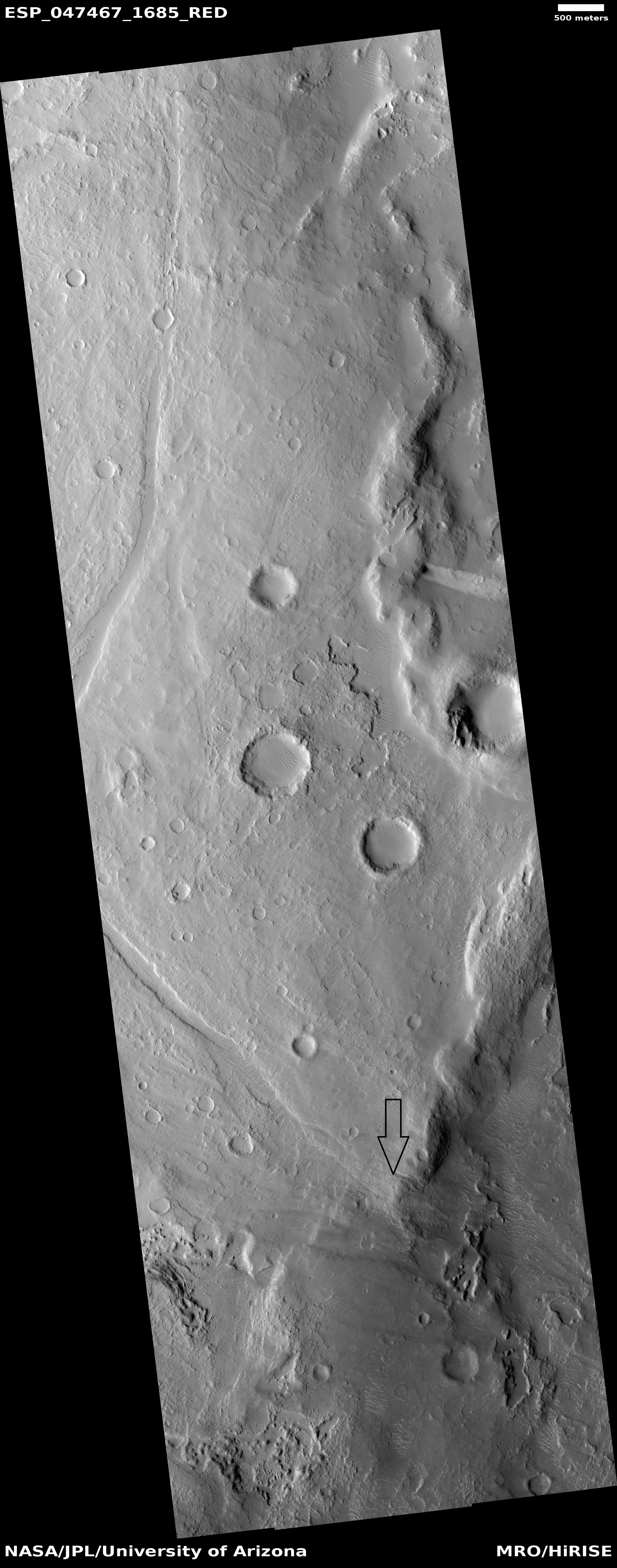
HiWish计划下高分辨率成像科学设备显示的被流道侵蚀的皱脊，箭头指示了流道切开山脊的侵蚀点。

## 另请查看
- 新月形沙丘
- 火星地理
- 火星冰川
- 火星冲沟
- 火星水文